# Youge
Cet article concerne la langue youge. Pour le peuple youge, voir Youges.
Le yug (ou yugh) est une langue paléo-sibérienne de  la famille des langues ienisseïennes. Les Yugs (en yug : juɡɨn, pluriel de juk) vivent dans les villages de Iartsevo et Vorovogo, dans le kraï de Krasnoïarsk en Russie. Quelques locuteurs étaient encore vivants dans les années 1990.
Les linguistes ont longtemps eu des difficultés à relier les langues ienisseïennes à un plus grand groupe. Ce n’est que récemment qu’un lien linguistique a pu être mis en évidence avec les langues na-dené, une famille de langues amérindiennes parlée en Alaska, à l'ouest du Canada et au sud-ouest de États-Unis. Selon cette thèse, les langues ienisseïennes et les langues na-dené formeraient deux branches d'une ancienne famille représentée des deux côtés du détroit de Béring : les langues dené-ienisseïennes,

## Phonologie
Les tableaux présentent les phonèmes du yug.

### Consonnes
|                  | Bilabiale | Dentale | Latérale | Palatale | Vélaire | Uvulaire | Pharyngale |
| ---------------- | --------- | ------- | -------- | -------- | ------- | -------- | ---------- |
| Occlusive sonore | b         | d       |          | dʲ       | g       |          | ʔ          |
| Occlusive sourde | p         | t       |          | tʲ       | k       | q        |            |
| Fricative sonore |           |         |          |          | ɣ       | ʁ        |            |
| Fricative sourde | f         | s       |          |          |         |          |            |
| Affriquée        |           |         |          | t͡ʃ       |         |          |            |
| Nasale           | m         | n       |          | nʲ       | ŋ       |          |            |
| Liquide          |           | r       | l        | lʲ       |         |          |            |
| Semi-voyelle     |           |         |          | j        |         |          |            |

### Voyelles
|         | Antérieure | Centrale | Postérieure |
| ------- | ---------- | -------- | ----------- |
| Fermée  | i          | ɨ        | u           |
| Moyenne | e          | ə        | o           |
| Ouverte | ɛ          | ʌ a      | ɔ           |

## Sources
- (ru) Г.К. Вернер (Heinrich Werner), Югский язык, Языки Мира. Палеоазиатские Языки, pp. 187-195, Moscou, Izd. Indrik, 1997  (ISBN 5-85759-046-9).
- (ru) Г.С. Саростин, К.Ю. Решетников, Кетский сборник. Лингвистика, Moscou, Vostotchnaïa Literatura RAN, 1995  (ISBN 5-88766-023-6).